# Адига, Аравинд
Аравинд Адига (канн. ಅರವಿಂದ ಅಡಿಗ, англ. Aravind Adiga; 23 октября 1974 года, Ченнаи, Индия) — индийский писатель и журналист, лауреат Букеровской премии 2008 года. Адига был удостоен награды за свой дебютный роман «Белый тигр», став четвёртым лауреатом-дебютантом и вторым индийцем, чей дебютный роман был удостоенным премии.

## Биография
Аравинд Адига родился 23 октября 1974 года в Мадрасе (штат Тамилнад, Индия). Его родители, К. Мадхава (K. Madhava Adiga) и Уша Адига (Usha Adiga), каннарцы из Мангалора. Аравинд окончил школу в 1990 году, затем его семья эмигрировала в Сидней, Австралия. Английской литературе Аравинд Адига обучался в колледже при Колумбийском университете в Нью-Йорке, где он учился у британского историка Саймона Шамы и который окончил в 1997 году.
Он также изучал английскую литературу у Гермионы Ли в Колледже Магдалины Оксфордского университета.
Свою карьеру Аравинд Адига начал в качестве журналиста-стажёра в «Financial Times». Затем работал в «Money», «The Wall Street Journal» и других (так, например, для «The Second Circle» Адига написал литературный обзор на роман Питера Кэри «Оскар и Люсинда», лауреата Букеровской премии 1988 года). В качестве корреспондента в Южной Азии, Аравинд три года работал на журнал «Тайм», после чего стал внештатным работником. Будучи фрилансером и проживая в Мумбаи, Адига написал свой дебютный роман «Белый тигр», рассказывающий о пути человека из индийского захолустья к вершинам успеха. В 2008 году на 40-й церемонии в Лондоне роман стал лауреатом Букеровской премии.